# Bundesautobahn 20
Pour les articles homonymes, voir A20.
L'autoroute allemande 20 (Bundesautobahn 20 en allemand et BAB 20 en abrégé) est une autoroute située en Allemagne. Le 25 juin 2010, le conseil général de Basse-Saxe a décidé de fusionner le projet A22 avec l'A20. 
La partie est de l'autoroute va actuellement de le Kreuz Uckermark avec l'autoroute allemande 11 jusqu'à Bad Segeberg. 
La partie ouest est en cours de planification. L'autoroute devra croiser l'A27 près de Bremerhaven, pour accéder rapidement à l'A28, et croiser l'A29 près de Jade. Le Wesertunnel, appartenant actuellement à la Bundesstraße 437, devra faire partie. À l'est de Bremerhaven, l'autoroute devra passer par Stade et traverser l'Elbe dans un tunnel pour rejoindre la partie déjà construite. Les détails du projet sont actuellement discutés dans les comtés et les municipalités allemands concernés, la construction de l'autoroute était prévue à partir de 2013.